# Holoaerenica punctata
Holoaerenica punctata är en skalbaggsart som först beskrevs av Gilmour 1962.  Holoaerenica punctata ingår i släktet Holoaerenica och familjen långhorningar. Inga underarter finns listade i Catalogue of Life.